# Pat Bradley
Pat Bradley, född 24 mars 1951 i Westford i Middlesex County, Massachusetts, är en amerikansk professionell golfspelare.
Bradley hade en framgångsrik amatörkarriär och hon vann bland annat New Hampshire Amateur 1967 och 1969 och New England Amateur 1972 och 1973. Hon tog examen på Florida International University 1974 och efter det blev hon medlem på den amerikanska LPGA-touren där hon vann 31 tävlingar inklusive sex majors.
Hennes bästa år var 1986 då hon vann tre av fyra majortävlingar, blev femma i US Womens Open och vann penningligan. Hon vann även penningligan 1991 och slutade bland de tio bästa 13 gånger mellan 1976 och 1993.
Hon har deltagit i det amerikanska Solheim Cup-laget fyra gånger (1990, 1992, 1996 och 2000) och varit lagets kapten två gånger.
Pat Bradley har fått en rad utmärkelser genom åren och en av huvudgatorna i hennes hemstad Westford har fått namnet Pat Bradley Highway. På familjens veranda hängde tidigare en ringklocka som hennes mor ringde i varje gång Pat hade vunnit en tävling, oavsett tid på dygnet. Familjen har skänkt klockan till World Golf Hall of Fame där Pat blev invald 1991.

## Meriter

### Majorsegrar
- 1980 du Maurier Classic
- 1981 US Womens Open
- 1985 du Maurier Classic
- 1986 Kraft Nabisco Championship, LPGA Championship, du Maurier Classic

### LPGA-segrar
- 1976 Girl Talk Classic
- 1977 Bankers Trust Classic
- 1978 Lady Keystone Open, Hoosier Classic, Rail Charity Classic
- 1980 Greater Baltimore Golf Classic
- 1981 Women's Kemper Open
- 1983 Mazda Classic of Deer Creek, Chrysler-Plymouth Charity Classic, Columbia Savings Classic, Mazda Japan Classic
- 1985 Rochester International, LPGA National Pro-Am
- 1986 S&H Golf Classic, Nestle World Championship
- 1987 Standard Register Turquoise Classic
- 1989 Ai Star/Centinela Hospital Classic
- 1990 Oldsmobile LPGA Classic, Standard Register Turquoise Classic, LPGA Corning Classic
- 1991 Centel Classic, Rail Charity Golf Classic, SAFECO Classic, MBS LPGA Classic
- 1995 HEALTHSOUTH Inaugural.

### Övriga segrar
- 1975 Colgate-Far East Open
- 1978 JCPenney Classic (med Lon Hinkle)
- 1989 JCPenney Classic (med Bill Glasson)
- 1992 JCPenney/LPGA Skins Game

### Utmärkelser
- 1986 Rolex Player of the Year, Vare Trophy, Golf Writers Association of America Female Player of the Year
- 1991 World Golf Hall of Fame, Rolex Player of the Year, Vare Trophy, William and Mousie Powell Award, Ben Hogan Award
- 1992 Samaritan Award
- 1998 Metropolitan Golf Writers Association Gold Tee Award
- 2001 Patty Berg Award